# 韩其为
韩其为（1933年11月2日—2019年10月1日），湖北松滋人，中国泥沙与河床演变专家。

## 生平
1965年毕业于武汉水利电力学院。2001年当选为中国工程院院士。